# Из чего сделаны девочки?
«Из чего́ сде́ланы де́вочки?» (англ. What Are Little Girls Made Of?) — седьмой эпизод первого сезона американского научно-фантастического сериала «Звёздный путь». Впервые был показан на телеканале NBC 20 октября 1966 года, а через месяц, 22 декабря, повторён. Это первый эпизод сериала, который был повторно показан по телеканалу. Сценарий был написан Робертом Блохом, а режиссёром стал Джеймс Голдстоун. Название серии взято из детского народного английского стихотворения XIX века «Из чего сделаны мальчики?».

## Сюжет
В звёздную дату 2712.4 звездолёт «Энтерпрайз» под командованием капитана Джеймса Кирка прибывает на орбиту планеты Экзо-III для поиска пропавшей экспедиции доктора Роджера Корби (Майкл Стронг), пропавшего пятью годами ранее. На корабле также находится медсестра Кристин Чапел, помощница доктора МакКоя и невеста пропавшего Корби. Она отказалась от карьеры биолога и поступила на службу в Звёздный флот в надежде найти своего жениха. До этого двум поисковым группам не удавалось найти пропавшую экспедицию. Климат на планете очень суровый, температура на ней достигает −100 °C.
«Энтерпрайзу» удаётся поймать сигнал от доктора Корби, тот просит спуститься к нему только капитана, но, узнав, что на корабле Кристин, разрешает и ей. После телепортации на планету, Кирк и Чапел никого не встречают и капитан решает вызвать двух охранников, Мэттьюса (Винс Дедрик) и Рэйберна (Бадд Олбрайт). Но по продвижении вглубь пещеры, капитан теряет их обоих, они были убиты высоким и сильным гуманоидом. Вскоре капитан и медсестра встречают Роджера Корби, который рассказывает им, что в этих пещерах очень давно жила высокоразвитая цивилизация, которая оставила исправное оборудование, в частности доктор упоминает о возможности создания андроидов. Гуманоида, расправившегося с охранниками, зовут Рук (Тед Кэссиди) и он был оставлен здесь древней цивилизацией. Также доктор знакомит с людьми девушку Андреа (Шерри Джексон), позже выясняется, что она тоже андроид.
Кристин Чапел встречает помощника Корби, доктора Брауна (Харри Баш), но тот не узнаёт её. Оказывается, что и Браун андроид, созданный на основе настоящего Брауна. Доктор Корби со своей свитой берут капитана Кирка в плен и создают на его основе андроида. Робот настолько похож на капитана внешне и поведением, что Кристин не смогла отличить их. Андроиду Кирку была скопирована вся память капитана, он поражает всех подробностями о брате настоящего Кирка. Корби отправляет лжекапитана на звездолёт с целью заполучения важных документов. Он собирается отправиться на планету-колонию Минас-V, где собирается превратить всех колонистов в андроидов. На корабле робот под видом капитана называет Спока полукровкой и вулканец подозревает подмену.
В это время настоящий капитан охраняется Руком. Кирк убеждает андроида, что Корби представляет угрозу для его дальнейшего существования. Рук начинает вспоминать, что очень давно подобный конфликт между андроидами и древними привёл к гибели последних и он понимает, что повторение конфликта неизбежно. Рук пытается атаковать Корби, но тот уничтожает его фазером. После этого, в борьбе с Кирком доктор повреждает тыльную сторону ладони, на месте раны видны провода и электроды. Оказывается, что Корби превратил себя в андроида и перенёс своё сознание в эту машину. Он рассказывает, что будучи человеком, потерял ноги от обморожения и был на краю гибели.
Андреа фазером уничтожает андроида-Кирка, перепутав его с оригиналом, когда тот отвергает её поцелуй. Капитан говорит доктору, что тот не более, чем машина, и навсегда потерял свою человечность. Кристин также отталкивает его от себя, говоря, что не способна принять его таким. Андреа, понимая, что любит Роджера, целует его и доктор выстрелом фазера уничтожает себя вместе с последним андроидом. В это время прибывают Спок со спасательным отрядом. На вопрос Спока, где доктор Корби, Джеймс Кирк отвечает: «Доктора Корби здесь никогда не было». В конце концов Кристин Чапел решает остаться на космическом корабле и продолжить пятилетнюю миссию «Энтерпрайза».

## Создание
Сценарий был написан американским писателем-фантастом Робертом Блохом, но переписывался создателем сериала Джином Родденберри, из-за чего съёмочная группа отстала от графика на два дня. Блох сделал несколько отсылок к произведениям Говарда Лавкрафта, это и упоминание Древних, и пирамидальная форма входа в пещеру.

## Ремастеринг
В 2006 году к сорокалетию сериала был произведён ремастеринг всех эпизодов. Обновлённую серию «Из чего сделаны девочки?» транслировали по телевидению 6 октября 2007 года. Помимо стандартных улучшений качества видео и звука, а также полностью компьютерной модели «Энтерпрайза» были сделаны следующие изменения:
- Более реалистичная снежная поверхность планеты Экзо-III;
- Один из кадров, показывающих пещеру, был полностью перерисован.

## Отзывы
Зак Хандлен из The A.V. Club дал эпизоду рейтинг «B+», отметив, что «повторяющиеся заговоры» отнимают у зрителя ощущение угрозы. Также он отметил, что характер Кирка без Спока и МакКоя не так интересен.

## Дополнительно
В 1989 году был издан роман Майкла Яна Фридмана «Двойник», продолжающий сюжет данного эпизода.